# Palikir
Palikir (phát âm /ˈpælɪkər/) là thủ đô của Liên bang Micronesia từ năm 1989, sau khi thay thế Kolonia. Thủ đô này tọa lạc trên đảo Pohnpei.

## Khí hậu
Palikir có khí hậu xích đạo theo phân loại khí hậu Köppen. Gió mậu dịch và lốc xoáy là những hiện tượng thời tiết phổ biến ở khu vực. Như nhiều vùng khác có khí hậu xích đạo, Palikir có biên độ nhiệt rất thấp, thường ở mức 27 °C (81 °F) trong suốt cả năm. Lượng mưa trung bình hàng năm của thành phố là 5.202 mm (204,8 in). Đây là thành phố thủ đô ẩm ướt nhất trên thế giới.
| Dữ liệu khí hậu của Palikir             | Dữ liệu khí hậu của Palikir | Dữ liệu khí hậu của Palikir | Dữ liệu khí hậu của Palikir | Dữ liệu khí hậu của Palikir | Dữ liệu khí hậu của Palikir | Dữ liệu khí hậu của Palikir | Dữ liệu khí hậu của Palikir | Dữ liệu khí hậu của Palikir | Dữ liệu khí hậu của Palikir | Dữ liệu khí hậu của Palikir | Dữ liệu khí hậu của Palikir | Dữ liệu khí hậu của Palikir | Dữ liệu khí hậu của Palikir |
| Tháng                                   | 1                           | 2                           | 3                           | 4                           | 5                           | 6                           | 7                           | 8                           | 9                           | 10                          | 11                          | 12                          | Năm                         |
| --------------------------------------- | --------------------------- | --------------------------- | --------------------------- | --------------------------- | --------------------------- | --------------------------- | --------------------------- | --------------------------- | --------------------------- | --------------------------- | --------------------------- | --------------------------- | --------------------------- |
| Trung bình ngày tối đa °C (°F)          | 29.9 (85.8)                 | 30.0 (86.0)                 | 30.2 (86.4)                 | 30.2 (86.4)                 | 30.3 (86.5)                 | 30.4 (86.7)                 | 30.6 (87.1)                 | 30.8 (87.4)                 | 30.9 (87.6)                 | 30.9 (87.6)                 | 30.7 (87.3)                 | 30.3 (86.5)                 | 30.4 (86.8)                 |
| Trung bình ngày °C (°F)                 | 26.8 (80.2)                 | 26.9 (80.4)                 | 27.1 (80.8)                 | 26.9 (80.4)                 | 26.9 (80.4)                 | 26.8 (80.2)                 | 26.6 (79.9)                 | 26.7 (80.1)                 | 26.8 (80.2)                 | 26.8 (80.2)                 | 26.8 (80.2)                 | 27.0 (80.6)                 | 26.8 (80.3)                 |
| Tối thiểu trung bình ngày °C (°F)       | 23.8 (74.8)                 | 23.9 (75.0)                 | 24.0 (75.2)                 | 23.7 (74.7)                 | 23.6 (74.5)                 | 23.3 (73.9)                 | 22.7 (72.9)                 | 22.6 (72.7)                 | 22.7 (72.9)                 | 22.7 (72.9)                 | 22.9 (73.2)                 | 23.7 (74.7)                 | 23.3 (74.0)                 |
| Lượng Giáng thủy trung bình mm (inches) | 377 (14.8)                  | 279 (11.0)                  | 353 (13.9)                  | 462 (18.2)                  | 502 (19.8)                  | 464 (18.3)                  | 504 (19.8)                  | 515 (20.3)                  | 464 (18.3)                  | 469 (18.5)                  | 421 (16.6)                  | 392 (15.4)                  | 5.202 (204.9)               |
| Nguồn: Climate-Data.org                 |                             |                             |                             |                             |                             |                             |                             |                             |                             |                             |                             |                             |                             |

## Nhân khẩu
Các sắc tộc phổ biến nhất trong thành phố là Chuuk, Kosrae, Pohnpei và Yap. Trong khi đó, tiếng Anh là ngôn ngữ chính thức và phổ biến nhất. 96% dân số theo đạo Thiên chúa (Công giáo La Mã chiếm 50%).

## Người nổi tiếng
- Bailey Olter, chính khách
- Emelihter Kihleng, nhà thơ